# KL 204 (Als ik God was)
KL 204 (Als ik God was) is een lied geschreven door Peter Koelewijn. Hij schreef zowel tekst als muziek en trad ook op als muziekproducent en zanger. Harry van Hoof verzorgde het arrangement. Het liedje is afkomstig van zijn elpee Het beste in mij is niet goed genoeg voor jou.

## Achtergrond
Het liefdesliedje vertelt van een verliefd stel (de jongen zou Peter zijn) op weg naar Schiphol, de vrouw/vriendin vertrekt straks met vlucht KL 204. Hij mist haar vrijwel direct, maar staat machteloos. Maar als hij God was kon hij het vliegtuig direct laten omkeren, zodat het zijn geliefde meteen weer terug kon brengen. Het leven zonder haar is troosteloos, aldus Koelewijn in "Er zijn een stuk of drie clubs in Hilversum, en daar ga ik dan maar heen". Koelewijn zei over het lied, dat het autobiografische elementen bevat, zonder dat hij het heeft (zou hebben) meegemaakt. Hij schreef het in een kort tijdsbestek in 1976 onder het genot van een glas whiskey. Opname van het album nam lange tijd in beslag vanwege zijn werk voor Bonnie St. Claire (Stop me) en Nico Haak (Haak zou de hoesfoto van de elpee schieten). 
Het lied werd in 1978 uitgegeven als single met Zie je van dezelfde elpee op de B-kant. De tekst “Als ik God was” gaf problemen want de omroep NCRV zond destijds platen met een “dergelijke tekst” niet uit. Aangezien het plaatje in de tipparade belandde moest de omroep het wel uitzenden; de tekst “Als ik God was” werd weggeknipt. Verder dan de tipparade van zowel Nederlandse Top 40 als Daverende Dertig kwam het plaatje niet.
In 1991 werd het geremixt opnieuw als single bij Dino Music uitgebracht, nu met B-kant Je wordt ouder papa. Opnieuw kwam het niet verder dan de tipparade van de Nederlandse Top 40, maar kreeg zes weken notering in de Single Top 100, met als hoogste notering plaats 53.

## Andere uitvoeringen
Van het lied zijn covers gemaakt door de volgende artiesten;
- Paul de Leeuw
- Kommil Foo
- JW Roy
- Pater Moeskroen in 2008 op hun tribute-album Komt van het dak af!
- Engelbert Humperdinck nam de Engelstalige versie op; The road to nowhere is geschreven door Pamela Phillips Oland en geproduceerd door Koelewijn.
- Zelf had Koelewijn ook een Engelse versie opgenomen onder de titel Flight 204; in 2019 verscheen het op de heruitgave van Het Beste In Mij Is Niet Goed Genoeg Voor Jou.

## NPO Radio 2 Top 2000
| Nummer met noteringen in de NPO Radio 2 Top 2000 | '99 | '00 | '01 | '02 | '03 | '04 | '05 | '06 | '07 | '08 | '09 | '10 | '11  | '12  | '13  | '14  | '15-'17 | '18  |
| ------------------------------------------------ | --- | --- | --- | --- | --- | --- | --- | --- | --- | --- | --- | --- | ---- | ---- | ---- | ---- | ------- | ---- |
| KL 204 (Als ik God was)                          | 628 | 526 | 678 | 599 | 834 | 913 | 785 | 756 | 957 | 790 | 883 | 843 | 1033 | 1588 | 1472 | 1507 | -       | 1863 |

1. ↑  Een '-' betekent dat het nummer niet was genoteerd en een vetgedrukt getal geeft de hoogste notering aan.
2. ↑  Deze tabel is bijgewerkt tot en met de laatste editie (2024).